# Neuchâtel
Neuchâtel (nghĩa: Lâu đài mới trong tiếng Pháp cổ) là thủ phủ của bang Neuchâtel bên hồ Neuchâtel.
Thành phố có dân số thời điểm tháng 12 năm 2007 khoảng 32.600 người, phần lớn nói tiếng Pháp dù trong lịch sử thành phố được gọi bằng tên tiếng Đức là Neuenburgⓘ, có cùng nghĩa, từ thời Phổ cai trị vùng này đến năm 1848.

## Địa lý
Thành phố nằm trên bờ tây bắc của hồ Neuchâtel ("lac de Neuchâtel" trong tiếng Pháp và "Neuenburgersee" trong tiếng Đức), cự ly vài km về phía đông Peuseux và phía tây Saint-Blaise. Trên Neuchâtel, đường xe lửa và đường bộ uống theo dốc vào của rặng núi thuộc dãy Jura - được biết đến trong bang này với tên gọi Neuchâteloises Montagnes. Giống như việc tiếp tục núi non về cả hai phía, đây là vùng nông thôn hoang dã và đồi núi, so với Alps về phía nam thì không chính xác là núi non. Đây cũng là vùng trung tâm của ngành công nghiệp sản xuất đồng hồ nổi tiếng của Thụy Sĩ, tập trung ở các thị xã từng nổi tiếng là La Chaux-de-Fonds, Lê Locle. Sông Doubs đánh dấu biên giới với Pháp, chảy vào trong một hẻm núi và dọc theo con đường của nó tạo thành một thác nước ấn tượng, Saut du Doubs, và hồ, hô Brenets.